# Arturo Romo Gutiérrez
Arturo Romo Gutiérrez Gobernador Constitucional del Estado de Zacatecas, es originario de Fresnillo, Zacs., casado con doña Maria Anabertha Beltrán de Romo, con cuatro hijos: Arturo, Nallely, Teresa y Allari. [cita requerida].

## Gobernador
Político zacatecano, afiliado a la C.T.M., que dirigía el poderoso don Fidel Velázquez, fue postulado para Gobernador de Zacatecas. La revista Siempre, el cinco de febrero de 1992, en parte dice: “...En Zacatecas, al entrarle al ráscale,   aparecerán Arturo Romo con todo el poderío de Fidel Velázquez tras él y el profesor y abogado Eliseo Rangel Gaspar, hombre de origen muy humilde, de convicción revolucionaria y línea absolutamente limpia dentro del PRI. No batallarán mucho, si quieren, para escoger entre los dos al mejor”.
La revista Impacto de 12 de marzo de 1992, en parte dice: “Nuevo Cauce en Zacatecas a la lucha por superar retrasos, marginación y pobreza…”. Así lo manifestó el senador Luis Donaldo Colosio Murrieta, presidenta del Comité Ejecutivo Nacional del Partido Revolucionario Institucional, al encabezar en esta ciudad la ceremonia de toma de protesta del candidato priísta a la gubernatura de Zacatecas, el senador Arturo Romo Gutiérrez.
“En su discurso, Colosio Murrieta, dijo que de Zacatecas aprendemos que el desarrollo de México será fuerte si se respeta nuestra identidad y si se alienta nuestra cultura” y agregó que aquí estamos demostrando que no hay crecimiento económico que se justifique, si éste implica la claudicación del ejercicio o al abandono de propósitos de justicia.
Pasaron las elecciones. Resultó elegido el Lic. Arturo Romo Gutiérrez y tomó posesión del cargo el 12 de septiembre de 1992. Promovió ante el Congreso una nueva Constitución para Zacatecas... Arturo Romo, puntualizó: “es mi convicción que una nueva reforma política que tenga su fuente originaria en una Nueva Constitución, estaría fincada sobre bases jurídicas más sólidas y, con ese sustento, podría tener un carácter integral, la condición inexcusable, es que la nueva Constitución nazca del consenso social y se nutra y se fortalezca de la voluntad general”.
En su IV Informe de Gobierno, dijo: “El campo y los campesinos, seguirán siendo prioridad. En cuanto al sector agropecuario, subrayó que la entidad sigue siendo el principal productor a nivel nacional, de frijol, chile, durazno y el segundo en ajo, las exportaciones son significativas en brócoli, zanahoria, chile seco y ajo. Este año se han cultivado un millón 272 mil hectáreas, de las cuales se espera cosechar más de 400 mil toneladas de frijol y más de 270 mil de maíz para responder a las expectativas del presidente Zedillo”.
-Romo: “No dejaré deudas”. Escribió Jesús Martínez para el periódico Fresnillo en Imagen: “En la toma de protesta del comité técnico del Fideicomiso para la Industrialización de Fresnillo, que comprende 40 hectáreas con una inversión de 28.5 millones de pesos, el Gobernador del Estado, Arturo Romo, dijo que el actual gobierno no dejará ninguna deuda pasada a las siguientes administraciones, ya que sólo el uno por ciento del presupuesto de 1999 el que se tiene comprometido…” aclaró: “los activos del gobierno serán aplicados al crédito que concedió la banca….”
El 11 de septiembre de 1998, al terminar su periodo de seis años, entregó el mando a su sucesor Dr. Ricardo Monreal Ávila.En el año de 2004 renuncia a las filas del Partido de la Revolución Institucional para unirse a la campaña de la entonces candidata perredista gobierno del estado de Zacatecas Amalia García Medina.